# Surestaries
Les surestaries sont des indemnités que l'affréteur doit payer au propriétaire du navire, dans un affrètement au voyage, quand le temps de chargement et/ou déchargement dépasse(nt) le temps de planche prévu dans le contrat de voyage.